# César al millor curtmetratge
El César al millor curtmetratge és un premi cinematogràfic francès ja extint que atorgava l'Acadèmia de les Arts i Tècniques del Cinema.
A les primeres edicions dels Premis César, a partir de l'any 1977 i fins al 1991, es concedien tres premis a curtmetratges:
- César al millor curtmetratge de ficció,
- César al millor curtmetratge d'animació, i
- César al millor curtmetratge documental,

L'any 1992 es van unificar les tres categories, passant a anomenar-se César al millor curtmetratge. A partir de l'any 2022 es va tornar a dividir entre ficció, documental i animació.

## Palmarès
- Font: Pàgina oficial del premi.

#### Dècada del 1990
| Any                                             | Títol original | Títol en català                     | Director      | Pais |
| ----------------------------------------------- | -------------- | ----------------------------------- | ------------- | ---- |
| 1992                                            |                |                                     |               |      |
| 25 décembre 1958, 10h36                         | -              | Diane Bertrand                      | França        |      |
| Haut pays des neiges                            | -              | Bernard Palacios                    | França        |      |
| Herman Heinzel, ornithologue                    | -              | Jacques Mitsch                      | França        |      |
| La saga des Glaises                             | -              | David Ferré i Olivier Thery Lapiney | França        |      |
| 1993                                            |                |                                     |               |      |
| Versailles, rive gauche                         | -              | Bruno Podalydès                     | França        |      |
| Le balayeur                                     | -              | Serge Elissalde                     | França        |      |
| Hammam                                          | -              | Florence Miailhe                    | França        |      |
| Omnibus                                         | -              | Sam Karmann                         | Egipte        |      |
| 1994                                            |                |                                     |               |      |
| Gueule d'atmosphère                             | -              | Olivier Péray                       | França        |      |
| Comment font les gens                           | -              | Pascale Bailly                      | França        |      |
| Empreintes                                      | -              | Camille Guichard                    | França        |      |
| Ex memoriam                                     | -              | Bériou                              | França        |      |
| 1995                                            |                |                                     |               |      |
| La vis                                          | -              | Didier Flamand                      | França        |      |
| Deus ex machina                                 | -              | Vincent Mayrand                     | França        |      |
| Elles                                           | -              | Joanna Quinn                        | Regne Unit    |      |
| Emilie Muller                                   | -              | Yvon Marciano                       | Algèria       |      |
| 1996                                            |                |                                     |               |      |
| Le moine et le poisson                          | -              | Michael Dudok de Wit                | Països Baixos |      |
| Le bus                                          | -              | Jean-Luc Gaget                      | França        |      |
| Corps inflammables                              | -              | Jacques Maillot                     | França        |      |
| Roland                                          | -              | Lucien Dirat                        | França        |      |
| 1997                                            |                |                                     |               |      |
| Mme Jacques sur la croisette                    | -              | Emmanuel Finkiel                    | França        |      |
| Dialogue au sommet                              | -              | Xavier Giannoli                     | França        |      |
| Un taxi Aouzou                                  | -              | Issa Serge Coelo                    | Txad          |      |
| Une robe d'été                                  | -              | François Ozon                       | França        |      |
| Une visite                                      | -              | Philippe Harel                      | França        |      |
| 1998                                            |                |                                     |               |      |
| Des majorettes dans l'espace                    | -              | David Fourier                       | França        |      |
| Ferrailles                                      | -              | Laurent Pouvaret                    | França        |      |
| Seule                                           | -              | Érick Zonca                         | França        |      |
| Tout doit disparaître                           | -              | Jean-Marc Moutout                   | França        |      |
| La vieille dame et les pigeons                  | -              | Sylvain Chomet                      | França        |      |
| 1999                                            |                |                                     |               |      |
| L'interview                                     | -              | Xavier Giannoli                     | França        |      |
| Les pinces à linge                              | -              | Joël Brisse                         | França        |      |
| Tueurs de petits poissons                       | -              | Alexandre Gavras                    | França        |      |
| La vache qui voulait sauter par dessus l'église | -              | Guillaume Casset de Sacrafamès      | França        |      |
| La vieille barrière                             | -              | Lyèce Boukhitine                    | França        |      |

#### Dècada del 2000
| Any                            | Títol original | Títol en català                       | Director  | Pais |
| ------------------------------ | -------------- | ------------------------------------- | --------- | ---- |
| 2000                           |                |                                       |           |      |
| Sale battars                   | -              | Delphine Gleize                       | França    |      |
| À l'ombre des grands Baobabs   | -              | Rémy Tamalet                          | França    |      |
| Acide animé                    | -              | Guillaume Bréaud                      | França    |      |
| Camping sauvage                | -              | Abdel Kader Aoun i Giordano Gederlini | França    |      |
| Rue bleue                      | -              | Chad Chenouga                         | França    |      |
| 2001                           |                |                                       |           |      |
| Un petit air de fête           | -              | Eric Guirado                          | França    |      |
| Salam                          | -              | Souad El Bouhati                      | França    |      |
| Au bout du monde               | -              | Konstantin Bronzit                    | Rússia    |      |
| Le puits                       | -              | Jérôme Boulbès                        | França    |      |
| 2002                           |                |                                       |           |      |
| Au premier dimanche d'août     | -              | Florence Miailhe                      | França    |      |
| Des Morceaux De Ma Femme       | -              | Frédéric Pelle                        | França    |      |
| Les Filles Du Douze            | -              | Pascale Breton                        | França    |      |
| Millevaches (Expérience)       | -              | Pierre Vinour                         | França    |      |
| La Pomme, La Figue et l'Amande | -              | Joël Brisse                           | França    |      |
| 2003                           |                |                                       |           |      |
| Peau de vache                  | -              | Gérald Hustache-Mathieu               | França    |      |
| Candidature                    | -              | Emmanuel Bourdieu                     | França    |      |
| Ce vieux rêve qui bouge        | -              | Alain Guiraudie                       | França    |      |
| Squash                         | -              | Lionel Bailliu                        | França    |      |
| 2004                           |                |                                       |           |      |
| L'homme sans tête              | -              | Juan Solanas                          | Argentina |      |
| La chatte andalouse            | -              | Gérald Hustache-Mathieu               | França    |      |
| J'attendrai le suivant         | -              | Philippe Orreindy                     | França    |      |
| Pacotille                      | -              | Éric Jameux                           | França    |      |
| 2005                           |                |                                       |           |      |
| Cousines                       | -              | Lyes Salem                            | Algèria   |      |
| Hymne à la gazelle             | -              | Stéphanie Duvivier                    | França    |      |
| La méthode Bourchnikov         | -              | Grégoire Sivan                        | França    |      |
| Les parallèles                 | -              | Nicolas Saada                         | França    |      |
| 2006                           |                |                                       |           |      |
| After shave                    | -              | Hany Tamba                            | Líban     |      |
| Obras                          | -              | Hendrick Dusollier                    | França    |      |
| La peur, petit chasseur        | -              | Laurent Achard                        | França    |      |
| Sous le bleu                   | -              | David Oelhoffen                       | França    |      |
| 2007                           |                |                                       |           |      |
| Fais de beaux rêves            | -              | Marilyne Canto                        | França    |      |
| Bonbon au poivre               | -              | Marc Fitoussi                         | França    |      |
| La leçon de guitare            | -              | Martin Rit                            | França    |      |
| Le mammouth Pobalski           | -              | Jacques Mitsch                        | França    |      |
| Les Volets                     | -              | Lyèce Boukhitine                      | França    |      |
| 2008                           |                |                                       |           |      |
| Le Mozart des pickpockets      | -              | Philippe Pollet-Villard               | França    |      |
| Deweneti                       | -              | Dyana Gaye                            | França    |      |
| Premier voyage                 | -              | Grégoire Sivan                        | França    |      |
| La promenade                   | -              | Marina de Van                         | França    |      |
| Rachel                         | -              | Frédéric Mermoud                      | Suïssa    |      |
| 2009                           |                |                                       |           |      |
| Les Miettes                    | -              | Pierre Pinaud                         | França    |      |
| Les paradis perdus             | -              | Hélier Cisterne                       | França    |      |
| Skhizein                       | -              | Jérémy Clapin                         | França    |      |
| Taxi Wala                      | -              | Lola Frederich                        | França    |      |
| Une leçon particulière         | -              | Raphaël Chevènement                   | França    |      |

#### Dècada del 2010
| Any                                | Títol original | Títol en català                                   | Director   | Pais |
| ---------------------------------- | -------------- | ------------------------------------------------- | ---------- | ---- |
| 2010                               |                |                                                   |            |      |
| C'est gratuit pour les filles      | -              | Claire Burger i Marie Amachoukeli                 | França     |      |
| ¿Dónde está Kim Basinger?          | -              | Edouard Deluc                                     | França     |      |
| La raison de l'autre               | -              | Foued Mansour                                     | França     |      |
| Séance familiale                   | -              | Cheng-Chui Kuo                                    | França     |      |
| Les Williams                       | -              | Alban Mench                                       | França     |      |
| 2011                               |                |                                                   |            |      |
| Logorama                           | -              | François Alaux, Hervé de Crécy i Ludovic Houplain | França     |      |
| Monsieur l'Abbé                    | -              | Blandine Lenoir                                   | França     |      |
| Petit tailleur                     | -              | Louis Garrel                                      | França     |      |
| Un transport en commun             | -              | Dyana Gaye                                        | França     |      |
| Une pute et un poussin             | -              | Clément Michel                                    | França     |      |
| 2012                               |                |                                                   |            |      |
| L'Accordeur                        | -              | Olivier Treiner                                   | França     |      |
| La France qui se lève tôt          | -              | Hugo Chesnard                                     | França     |      |
| J'aurais pu être une pute          | -              | Baya Kasmi                                        | França     |      |
| Je pourrais être votre grand-mère  | -              | Bernard Tanguy                                    | França     |      |
| Un monde sans femmes               | -              | Guillaume Brac                                    | França     |      |
| 2013                               |                |                                                   |            |      |
| Le Cri du homard                   | -              | Nicolas Guiot                                     | Bèlgica    |      |
| Ce n'est pas un film de cow-boys   | -              | Benjamin Parent                                   | França     |      |
| Ce qu'il restera de nous           | -              | Vincent Macaigne                                  | França     |      |
| Les meutes                         | -              | Manuel Schapira                                   | França     |      |
| La vie parisienne                  | -              | Vincent Dietschy                                  | França     |      |
| 2014                               |                |                                                   |            |      |
| Avant que de tout perdre           | -              | Xavier Legrand                                    | França     |      |
| Bambi                              | -              | Sébastien Lifshitz                                | França     |      |
| La fugue                           | -              | Jean-Bernard Marlin                               | França     |      |
| Les Lézards                        | -              | Vincent Mariette                                  | França     |      |
| Marseille la nuit                  | -              | Marie Monge                                       | França     |      |
| 2015                               |                |                                                   |            |      |
| La Femme de Rio                    | -              | Emma Luchini i Nicolas Rey                        | França     |      |
| Aïssa                              | -              | Clément Tréhin-Lalanne                            | França     |      |
| Inupiluk                           | -              | Sébastien Betbeder                                | França     |      |
| Les jours d'avant                  | -              | Karim Moussaoui                                   | Algèria    |      |
| Où je mets ma pudeur               | -              | Sébastien Bailly                                  | França     |      |
| La virée à Paname                  | -              | Carine May i Hakim Zouhani                        | França     |      |
| 2016                               |                |                                                   |            |      |
| La contre-allée                    | -              | Cécile Ducrocq                                    | França     |      |
| Le Dernier des Céfrans             | -              | Pierre-Emmanuel Urcun                             | França     |      |
| Essaie de mourir jeune             | -              | Morgan Simon                                      | França     |      |
| Guy Moquet                         | -              | Demis Herenger                                    | França     |      |
| Mon héros                          | -              | Sylvain Desclous                                  | França     |      |
| 2017                               |                |                                                   |            |      |
| Vers la tendresse                  | -              | Alice Diop                                        | França     |      |
| Maman(s)                           | -              | Maïmouna Doucouré                                 | França     |      |
| Après Suzanne                      | -              | Félix Moati                                       | França     |      |
| Au bruit des clochettes            | -              | Chabname Zariab                                   | Afganistan |      |
| Chasse Royale                      | -              | Lise Akoka i Romane Gueret                        | França     |      |
| 2018                               |                |                                                   |            |      |
| Les Bigorneaux                     | -              | Alice Vial                                        | França     |      |
| Le bleu blanc rouge de mes cheveux | -              | Josza Anjembe                                     | França     |      |
| Debout Kinshasa !                  | -              | Sébastien Maitre                                  | Canadà     |      |
| Marlon                             | -              | Jessica Palud                                     | França     |      |
| Les Misérables                     | Les misérables | Ladj Ly                                           | França     |      |
| 2019                               |                |                                                   |            |      |
| Les Petites mains                  | -              | Rémi Allier                                       | França     |      |
| Braguino                           | Braguino       | Clément Cogitore                                  | França     |      |
| Les Indes galantes                 | -              | Clément Cogitore                                  | França     |      |
| Kapitalistis                       | -              | Pablo Muñoz Gomez                                 | Bèlgica    |      |
| Laissez-moi danser                 | -              | Valérie Leroy                                     | França     |      |

#### Dècada del 2020
| Any                             | Títol original      | Títol en català                     | Director             | Pais |
| ------------------------------- | ------------------- | ----------------------------------- | -------------------- | ---- |
| 2020                            |                     |                                     |                      |      |
| Pile poil                       | -                   | Lauriane Escaffre i Yvonnick Muller | França Països Baixos |      |
| Beautiful loser                 | -                   | Maxime Roy                          | França               |      |
| Le Chant d'Ahmed                | -                   | Foued Mansour                       | França               |      |
| Chien bleu                      | -                   | Fanny Liatard i Jérémy Trouilh      | França               |      |
| Nefta Football Club             | Nefta Football Club | Yves Piat                           | França               |      |
| 2021                            |                     |                                     |                      |      |
| Qu'importe si les bêtes meurent | -                   | Sofia Alaoui                        | Marroc               |      |
| L'Aventure atomique             | -                   | Loïc Barché                         | França               |      |
| Baltringue                      | -                   | Josza Anjembe                       | França               |      |
| Je serai parmi les amandiers    | -                   | Marie Le Floc'h                     | Bèlgica              |      |
| Un adieu                        | -                   | Mathilde Profit                     | França               |      |